# Cambrin Churchyard Extension
Cambrin Churchyard Extension is een Britse militaire begraafplaats met gesneuvelden uit de Eerste Wereldoorlog, gelegen in de Franse gemeente Cambrin (departement Pas-de-Calais). De begraafplaats ligt achter de kerk (Église Notre-Dame) in het centrum van de gemeente en is een uitbreiding van het kerkhof. Ze werd ontworpen door Charles Holden en heeft een onregelmatig grondplan dat grotendeels is omheind met een haag. Een open doorgang in de gemeenschappelijke grens met het kerkhof geeft toegang tot de begraafplaats. Vlak bij de toegang staat het Cross of Sacrifice en achteraan tegen de westelijke rand staat de Stone of Remembrance. De begraafplaats wordt onderhouden door de Commonwealth War Graves Commission.
Er liggen 1.313 doden begraven waaronder 9 niet geïdentificeerde.

## Geschiedenis
Ooit huisvestte het dorp brigadehoofdkwartieren van het Britse leger en tot het einde van de Eerste Wereldoorlog lag het slechts 800 meter verwijderd van de frontloopgraven. In het dorp zijn twee begraafplaatsen die gebruikt werden voor Britse gesneuvelden: de uitbreiding (Cambrin Churchyard Extension) van het kerkhof, overgenomen van de Franse troepen in mei 1915, en de militaire begraafplaats "achter het huis van de burgemeester", Cambrin Military Cemetery. 
De begraafplaats (uitbreiding) werd gebruikt als frontbegraafplaats tot februari 1917 toen ze werd gesloten. In 1918 werden nog drie graven bijgezet. 
Er liggen grote aantallen graven gegroepeerd per bataljon, zoals van de 2nd Argyll and Sutherland Highlanders, de 1st Cameronians, de 2nd Royal Welch Fusiliers en de 1st Middlesex, allemaal daterend van 25 september 1915, de eerste dag van de Slag bij Loos.
Onder de geïdentificeerde doden zijn er 1.202 Britten, 2 Duitsers en 1 Belg. Verspreid tussen de andere graven liggen ook 98 Franse militairen.

## Graven

### Onderscheiden militairen
- Noel Yvon Loftus Welman, kapitein bij het Middlesex Regiment en Ernest William M.M. Brabazon, kapitein bij de Coldstream Guards werden onderscheiden met de Distinguished Service Order (DSO).
- de kapiteins J.A. Childe-Freeman en Arthur Legge Samson (Royal Welsh Fusiliers), kapitein John Christie Aitken en onderluitenant Henry Thomas Frederick Kerr (Argyll and Sutherland Highlanders), kapitein Charles Eustace Dickson King (King's Own Yorkshire Light Infantry) en luitenant Hubert Cracroft Williams (The Queen's (Royal West Surrey Regiment)) werden onderscheiden met het Military Cross (MC).
- compagnie sergeant-majoor Roderick Albert Ross (Argyll and Sutherland Highlanders), de sergeanten C. Richardson (Middlesex Regiment), Arthur Watson (Royal Field Artillery) en Michael Vincent (The King’s (Liverpool Regiment), korporaal J.J. Ingram (Coldstream Guards) en soldaat A. MacKay (Argyll and Sutherland Highlanders) werden onderscheiden met de Distinguished Conduct Medal (DCM).
- korporaal Harry Heppenstall (East Yorkshire Regiment) en pionier F. Grant (Royal Engineers) werden onderscheiden met de Military Medal (MM).

### Minderjarige militairen
- de soldaten S. Laker (Royal Sussex Regiment) en Stanley Desborough (London Regiment)) waren 16 jaar toen ze respectievelijk op 3 en 7 juni 1915 sneuvelden.
- de soldaten Herbert James Mitchell en Peter Donnelly (Argyll and Sutherland Highlanders), Charles Burgess (Cameronians (Scottish Rifles)), E. Shearin (Royal Scots), William Joseph Orbell (Middlesex Regiment), Frederick George Stubberfield (Royal Sussex Regiment), George Hardy (The Loyal North Lancashire Regiment) en Leonard Lampitt (Royal Welsh Fusiliers) waren 17 jaar toen ze sneuvelden.

### Aliassen
Zeven militairen dienden onder een alias.
- korporaal Harry Singleton als H. Holden bij de Goldtream Guards.
- soldaat Alfred Thomas Curd als G. Smith bij het Worcestershire Regiment.
- soldaat Malachy Hanley als Ernest Fitzpatrick bij het Middlesex Regiment.
- soldaat William James Sands als P. Lee bij de Argyll and Sutherland Highlanders.
- soldaat Emanuel Casey als Emanuel Lawrence bij het Middlesex Regiment.
- soldaat Arthur Ruebens Wadsworth als A. Westley bij het Northamptonshire Regiment.
- soldaat Norman McLeod als W. Dick bij de Argyll and Sutherland Highlanders.